# Anthony J. Farquhar
Anthony J. Farquhar (* 6. September 1940 in Belfast; † 17. November 2023 ebenda) war ein nordirischer Geistlicher und römisch-katholischer Weihbischof in Down und Connor.

## Leben
Anthony Farquhar absolvierte das St. Malachy's College Belfast und studierte ab 1957 Philosophie und klassischen Philologie an der Queen’s University Belfast. 1961 setzte er seine Priesterausbildung und sein Theologiestudium an der Päpstlichen Lateranuniversität in Rom fort, während er im nahe gelegenen Päpstliches Irisches Kolleg wohnte. Er schloss sein Studium an der Lateranuniversität 1965 mit einem Bachelor in Theologie und einem Lizentiat in Theologie ab, bevor er in seine Heimatdiözese Down and Connor zurückkehrte. Er empfing am 13. März 1965 die Priesterweihe. Er war in der Krankenhausseelsorge tätig und gehörte dem Lehrkörper des St. MacNissi's College an. 1970 wurde er Studentenkaplan an der Queen’s University Belfast. 1975 wurde er Kaplan und Dozent an der neuen Ulster University sowie Kaplan am Dominican College in Portstewart.
Papst Johannes Paul II. ernannte ihn am 6. April 1983 zum Weihbischof in Down und Connor und Titularbischof von Hermiana. Der Bischof von Down und Connor, Cahal Brendan Daly, spendete ihm am 15. Mai desselben Jahres die Bischofsweihe; Mitkonsekratoren waren William J. Philbin, Altbischof von Down und Connor, und Erzbischof Gaetano Alibrandi, Apostolischer Nuntius in Irland. Bis zu seiner Emeritierung als Weihbischof war er Generalvikar des Bistums Down und Connor.
Papst Franziskus nahm am 3. Dezember 2015 seinen altersbedingten Rücktritt an.
Farquhar war Beauftragter des Heiligen Stuhls und Mitglied der Internationalen anglikanisch-römisch-katholischen Kommission für Einheit und Mission (IARCCUM). Er war römisch-katholischer Ko-Vorsitzender des Dialogs zwischen dem Päpstlichen Rat zur Förderung der Einheit der Christen (PCPCU) und dem Reformierten Weltbund (RWB). Bischof Farquhar war Vorsitzender der Ökumene-Kommission der irischen Bischofskonferenz, als er diese dazu brachte, die assoziierte Mitgliedschaft bei Churches Together in Britain and Ireland (CTBI) aufzunehmen. Er war zudem einer der römisch-katholischen Vertreter auf der Lambeth-Konferenz der anglikanischen Bischöfe aus der ganzen Welt (2008).

## Ehrungen
Im Jahr 2008 wurde sein Engagement in einer ökumenischen Festschrift gewürdigt, die Beiträge von führenden Ökumenikern enthielt, darunter auch einen Beitrag von Kardinal Walter Kasper. Im Jahr 2016 erhielt Bischof Farquhar die Ehrendoktorwürde der Universität Ulster für seine herausragenden Verdienste um die Universität und die Gemeinschaft.